# جيف كرين
جيف كرين (بالإنجليزية: Geoff Crain)‏ هو لاعب كرة قدم كندية كندي أمريكي، ولد في 15 ديسمبر 1930 في روتشستر في الولايات المتحدة، وتوفي في 25 أكتوبر 1998 في أوتاوا في كندا.

## وصلات خارجية
- جيف كرين على موقع JustSportsStats.com (الإنجليزية)